# Kingsthorpe
Kingsthorpe – dzielnica miasta Northampton, w Anglii, w Northamptonshire, w dystrykcie (unitary authority) West Northamptonshire. Leży 2 km od centrum miasta Northampton i 100 km od Londynu. W 1911 roku civil parish liczyła 15 476 mieszkańców. Kingsthorpe jest wspomniana w Domesday Book (1086) jako Torp.